# نغوين فان دونغ
نغوين فان دونغ (بالفيتنامية: Nguyễn Văn Dũng)‏ هو لاعب كرة قدم فيتنامي في مركز ظهير ‏، ولد في 14 أبريل 1994 في محافظة تهاي بنه في فيتنام. لعب مع نادي هانوي.